# Elena Caragiani-Stoenescu
Elena Caragiani-Stoenescu (ur. 13 maja 1887 w Tecuci, zm. 29 marca 1929 w Bukareszcie) – rumuńska pilot, pierwsza w historii Rumunii kobieta z licencją pilota.

## Życiorys
Była córką lekarza Alexandru Caragiani i Zeni Radovici. W 1913 ukończyła studia prawnicze w Jassach. W 1912 zafascynowało ją lotnictwo. Przyczynił się do tego Andrei Popovici, szwagier Eleny, który jako jeden z pierwszych Rumunów uzyskał licencję pilota. Po raz pierwszy poleciała samolotem Wrighta w 1912. Pilotem samolotu był jej instruktor jazdy konnej Mircea Zorileanu. Wkrótce potem Elena wstąpiła do organizacji Liga Națională Aeriană i uczestniczyła w kursach pilotażu, pod kierunkiem Andrei Popovici. Jej aplikacja o uzyskanie licencji pilota została odrzucona przez ministra Spiru Hareta. Niezrażona tym niepowodzeniem wyjechała do Francji, gdzie uczęszczał do szkoły pilotażu w Camp de Châlons. 22 stycznia 1914 uzyskała licencję pilota od Międzynarodowej Federacji Aeronautycznej jako jedna z pierwszych 15 kobiet na świecie.

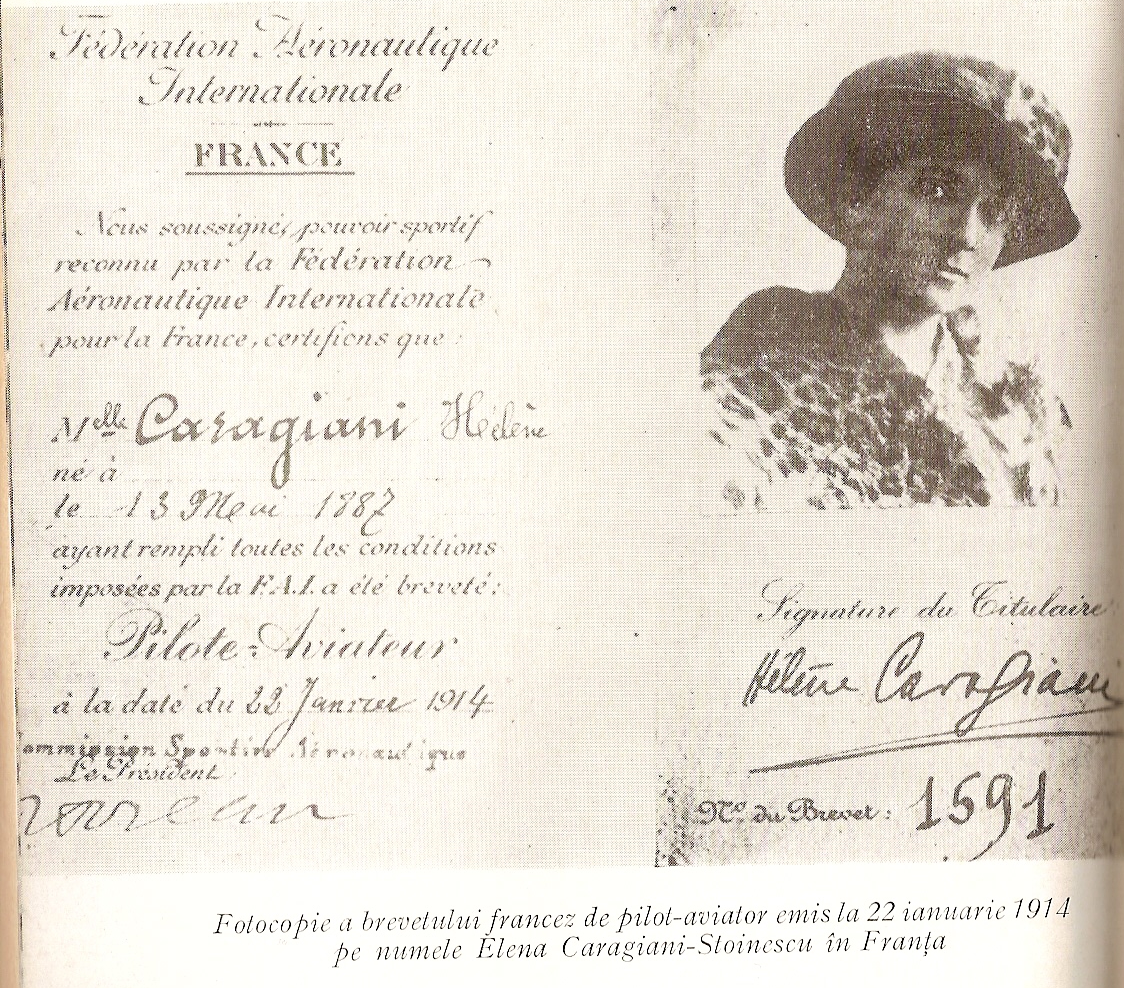
Licencja pilota Eleny Caragiani

Z uwagi na to, że władze rumuńskie nadal odmawiały jej prawa do latania, Elena pozostała we Francji, pracując jako dziennikarka i korespondentka wojenna, wykorzystując w swojej pracy umiejętność latania. W 1916, kiedy Rumunia przystąpiła do wojny, podjęła kolejną próbę uzyskania licencji, tym razem pilota wojskowego i po raz kolejny spotkała się z odmową. Pracowała jako pielęgniarka w szpitalu wojskowym w Bukareszcie, a następnie po przeniesieniu się władz rumuńskich na teren Mołdawii, organizowała punkt sanitarny w domu rodzinnym w Tecuci.
Po zakończeniu wojny poślubiła prawnika Virgila Stoenescu i zamieszkała wraz z nim Paryżu. Pracowała jako dziennikarka, odwiedzając kraje Afryki i Azji, specjalizowała się w tematyce lotniczej. Ciężko chora na gruźlicę, powróciła do Bukaresztu, gdzie zmarła w marcu 1929. Pochowana na cmentarzu Bellu.